# Andørja
Andørja (Noord-Samisch:Áttir) is een eiland in de provincie Troms in Noorwegen. Het eiland was tot 1964 een zelfstandige gemeente en maakt sindsdien deel uit van de gemeente Ibestad. Het is door de 840 meter lange Mjøsundbrug verbonden met het vasteland. Naar het eiland Rolla loopt een 3,4 km lange en op het diepste punt 112 meter diepe tunnel: de Ibestadtunnel.

## Geografie
Andørja is zeer bergachtig. Centraal wordt het doorsneden door een 8 km lange fjord: Straumbotn. Het eiland telt 11 toppen van meer dan 1.000 m. Het hoogste punt is de Langlitinden die 1277 meter hoog is en daarmee de hoogste berg op een eiland in Noorwegen is.

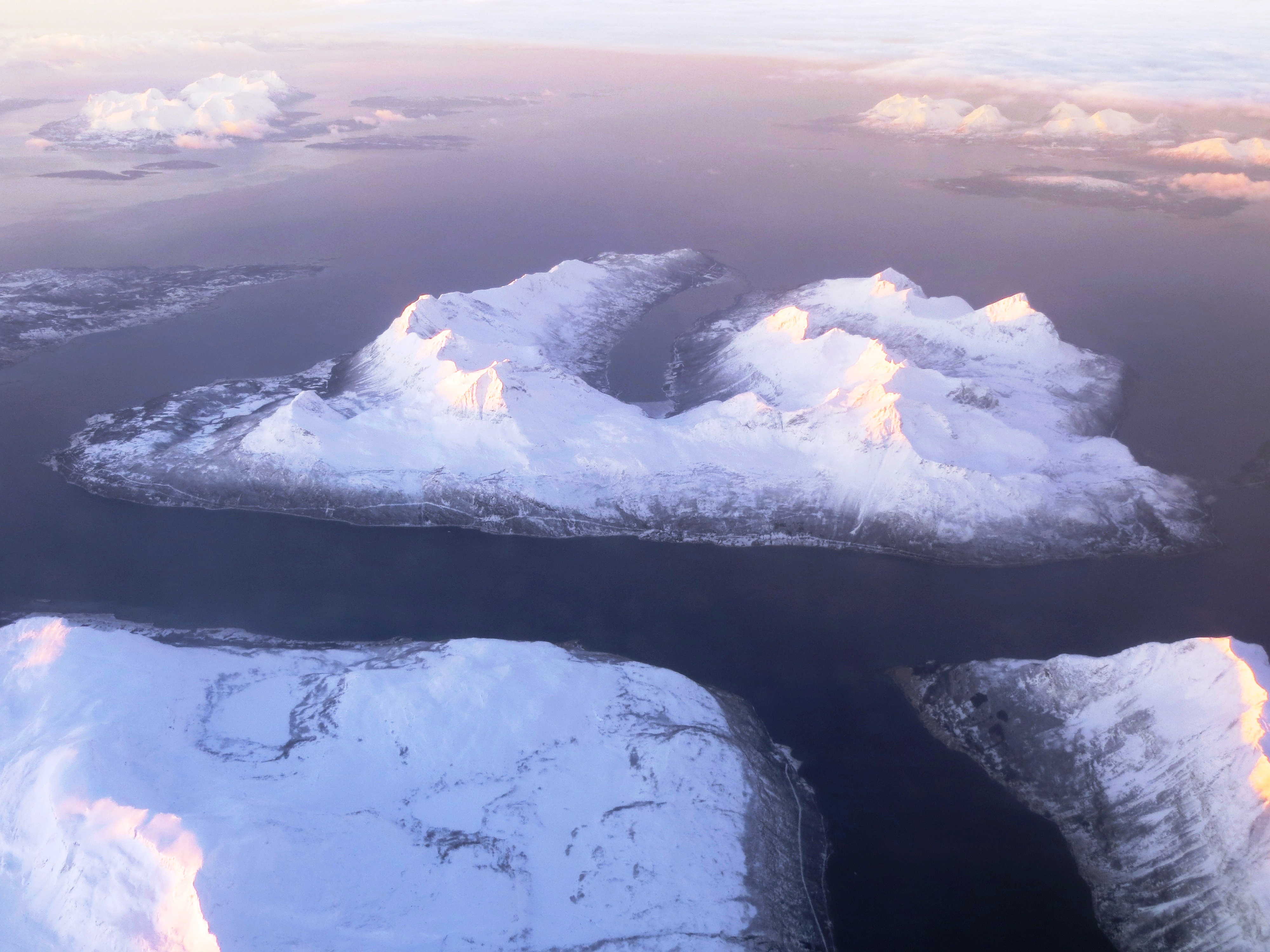
Andørja in de winter.